# David Thirdkill
David Thirdkill (St. Louis, Misuri; 12 de abril de 1960)  es un exjugador de baloncesto estadounidense que jugó 5 temporadas en la NBA, además de hacerlo en la liga italiana, la liga francesa y la liga israelí. Con 2,01 metros de altura, lo hacía en la posición de alero.

## Trayectoria deportiva

### Universidad
Jugó cuatro temporadas con los Braves de la Universidad de Bradley, en las que promedió 13,4 puntos y 5,6 rebotes por partido. En 1982 ayudó a su equipo en la consecución del National Invitation Tournament.

### Profesional
Fue elegido en la decimoquinta posición del Draft de la NBA de 1982 por Phoenix Suns, donde en su única temporada tuvo un papel secundario, promediando 4,0 puntos y 1,5 rebotes por partido. nada más terminar la temporada fue traspasado a Detroit Pistons a cambio de dos futuras segundas rondad del draft (una de ellas acabaría siendo el all-star Jeff Hornacek). En los Pistons apenas contó para su entrenador, Chuck Daly, siendo despedido poco después del comienzo de la temporada 1984-85. Esa temporada jugaría también en Milwaukee Bucks y en San Antonio Spurs, pero siempre con contratos de diez días.
Al año siguiente fue contratado como agente libre por Boston Celtics, que buscaban un jugador que diera minutos al perímetro del equipo, sobre todo a Danny Ainge. Aunque apenas dispuso de 8 minutos por partido, cumplió a la perfección su papel, promediando 3,3 puntos y 1,4 rebotes por partido, en una temporada en la que conserguiría su único anillo de campeón, tras derrotar a Houston Rockets en las Finales.
Tras no serle renovado el contrato y pasar una temporada en la CBA, probó fortuna en el baloncesto europeo, fichando por el Phonola Roma de la liga italiana, donde permaneció 3 meses, promediando 20,3 puntos y 5,7 rebotes por partido. Jugó las dos temporadas siguientes en Francia, en el Roanne GSCM y en el Saint-Quentin, terminando su carrera deportiva en la liga israelí, donde jugó 5 temporadas.

## Estadísticas de su carrera en la NBA
|  | Denota temporadas en las que fue Campeón de la NBA |

### Temporada regular
| Año      | Equipo      | PJ  | PT | MPP  | %TC  | %3P  | %TL  | RPP | APP | ROB | TPP | PPP |
| -------- | ----------- | --- | -- | ---- | ---- | ---- | ---- | --- | --- | --- | --- | --- |
| 1982–83  | Phoenix     | 49  | 2  | 10.6 | .435 | .143 | .577 | 1.5 | 0.7 | 0.4 | 0.1 | 4.0 |
| 1983–84  | Detroit     | 46  | 0  | 6.3  | .431 | .000 | .484 | 0.7 | 0.6 | 0.2 | 0.1 | 1.7 |
| 1984–85  | Detroit     | 10  | 1  | 11.5 | .522 | .000 | .455 | 0.8 | 0.1 | 0.3 | 0.2 | 2.9 |
| 1984–85  | Milwaukee   | 6   | 0  | 2.7  | .750 | .000 | .500 | 0.3 | 0.0 | 0.0 | 0.0 | 1.2 |
| 1984–85  | San Antonio | 2   | 2  | 26.0 | .455 | .000 | .833 | 3.5 | 1.5 | 1.0 | 0.5 | 7.5 |
| 1985–86† | Boston      | 49  | 0  | 7.9  | .491 | .000 | .625 | 1.4 | 0.3 | 0.2 | 0.1 | 3.3 |
| 1986–87  | Boston      | 17  | 0  | 5.2  | .417 | .000 | .313 | 1.1 | 0.1 | 0.1 | 0.0 | 1.5 |
| Total    | Total       | 179 | 5  | 8.2  | .457 | .091 | .565 | 1.2 | 0.5 | 0.3 | 0.1 | 2.8 |

### Playoffs
| Año      | Equipo      | PJ | PT | MPP | %TC  | %3P  | %TL  | RPP | APP | ROB | TPP | PPP |
| -------- | ----------- | -- | -- | --- | ---- | ---- | ---- | --- | --- | --- | --- | --- |
| 1984–85  | San Antonio | 5  | 0  | 4.4 | .250 | .000 | .500 | 0.4 | 0.4 | 0.0 | 0.0 | 0.8 |
| 1985–86† | Boston      | 13 | 0  | 3.6 | .333 | .000 | .455 | 0.6 | 0.2 | 0.2 | 0.0 | 1.3 |
| Total    | Total       | 18 | 0  | 3.8 | .318 | .000 | .467 | 0.6 | 0.3 | 0.1 | 0.0 | 1.2 |